# Magnetsteine
Die Magnetsteine sind ein flächenhaftes geologisches Naturdenkmal in der Gemarkung Nieder-Beerbach, Gemeinde Mühltal im Landkreis Darmstadt-Dieburg in Südhessen. Die Felsen im Diallag-Peridotit sind auffallend polarmagnetisch.

## Lage
Das Naturdenkmal „Magnetsteine“ befindet sich im Naturraum Frankenstein-Komplex im Vorderen Odenwald. Dazu gehören mehrere Klippen und Felsgruppen entlang der Kammlinie des Ilbes-Bergs, dessen höchster Punkt von 419,7 Meter durch einen trigonometrischen Punkt gekennzeichnet ist. Sie wurden bereits vor 1932 als Naturdenkmal geführt. Sie sind durch Verordnung vom 4. Mai 1938 geschützt, veröffentlicht im Anzeiger der Hessischen Landesregierung Nr. 72 vom 10. Mai 1938.

## Geologie
Das Grundgestein der Magnetsteine entstand vor etwa 360 Millionen Jahren.
1888 wurden die Gesteine von dem Geologen Achilles Andreae und dem Physiker Walter König eingehend untersucht: Im Frankensteinmassiv erstrecken sich, umgeben von helleren Gabbro-Dioriten, drei Züge von dunklen Diallag-Gesteinen. Die Magnetsteine gehören zu dem nördlichsten, fast schwarzgrünen Zug, der sehr reich an Olivin ist. Er gehört zu den Wehrliten, einer Form von Peridotit. Als ursprüngliche Gemengeteile wurden vor allem Olivin und Diallag nachgewiesen, als sekundäre unter anderem Serpentin und Magnetit. Am Rand des Zuges bestehen häufig Übergänge zum Olivin-Gabbro.

## Gesteins-Magnetismus
Man findet in den Magnetsteinen verschiedene verkippte Feldrichtungen, die Kompassnadel kann hier um bis zu 30° abgelenkt werden. 1808 wurde diese magnetische Anomalie im Artikel Ueber eine neue magnetische Gebirgsart in den Annalen der Physik erstmals erwähnt. Seitdem sind die Magnetsteine ein Ziel von Geologen und Mineralogen. Obwohl es verboten ist, Teile davon abzuschlagen, sind einige der Felsen durch Mineraliensammler seit 1925 um ein Drittel kleiner geworden.
Die Magnetisierung der Felsen soll durch äußere Einwirkungen entstanden sein, da sich das Gestein ansonsten nicht von dem im unterhalb gelegenen Serpentin-Bruch unterscheidet. Es wird davon ausgegangen, dass starke Blitzschläge den Bergrücken magnetisiert haben. Hangabwärts nimmt der Magnetismus der Felsen stetig ab. Durch die Blitzeinschläge bildete sich im Gestein ein Stromfluss und es erhitzte sich über seine Curie-Temperatur von 570 °C. Bei der Abkühlung wurde das aktuelle Magnetfeld gespeichert („eingefroren“).
Eine weitere Form dieses Magnetismus findet sich am südlichen Ende des Odenwaldes am Katzenbuckel, einem Vulkan-Rest im Buntsandstein-Odenwald am dortigen Nephelinit-Basalt.

## Tourismus und Naherholung
Die Magnetsteine sind durch Wanderwege vom Parkplatz an der Burg Frankenstein aus erschlossen. Auch der Alemannenweg führt an den Felsgruppen entlang.
Einige markante Felsen sind benannt, unter anderem Brohmfels, Becker-Felsen und Magnet-Stein. An der südlichsten Felsengruppe gab es vor einigen Jahrzehnten, als die Magnetsteine noch weitgehend unbewaldet waren, einen hölzernen Aussichtsturm. Die bis zu acht Meter hohen Klippen am Brohmfels werden als Kletterfelsen genutzt. Das Anbringen neuer Sicherungen ist hier untersagt.

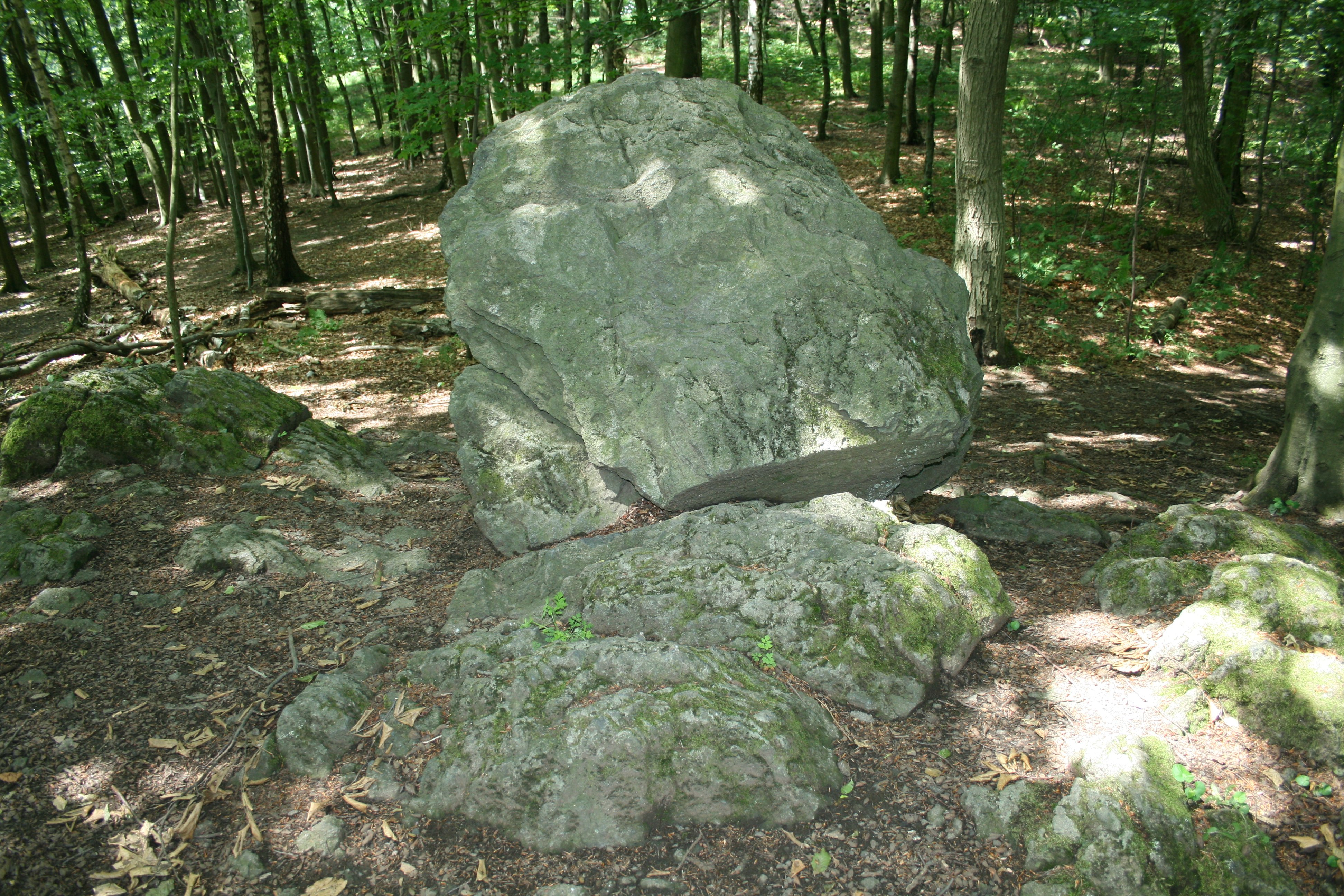
Die Magnetsteine liegen in dichtem Hochwald (2006)
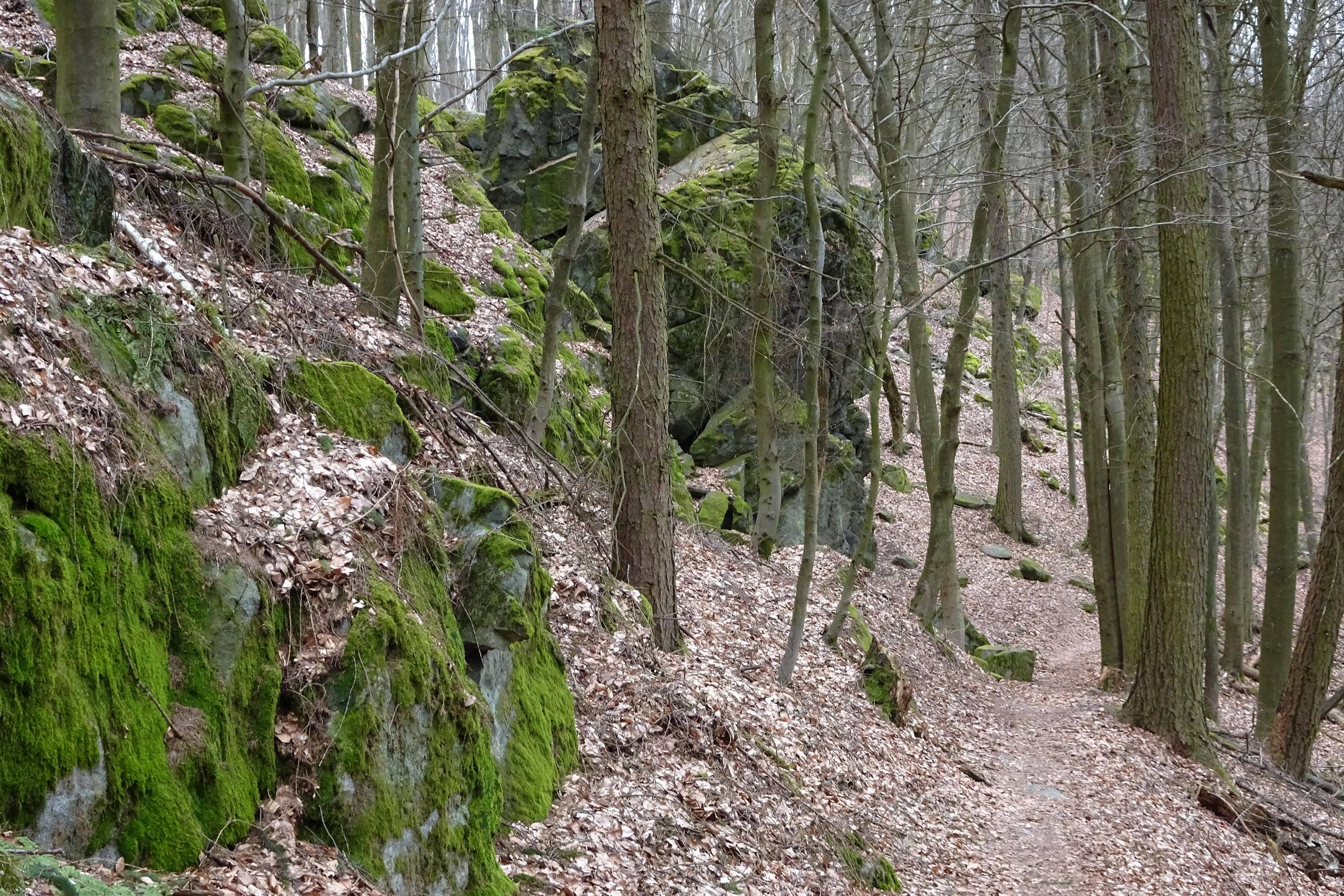
Wanderweg an den Magnetsteinen (2018)
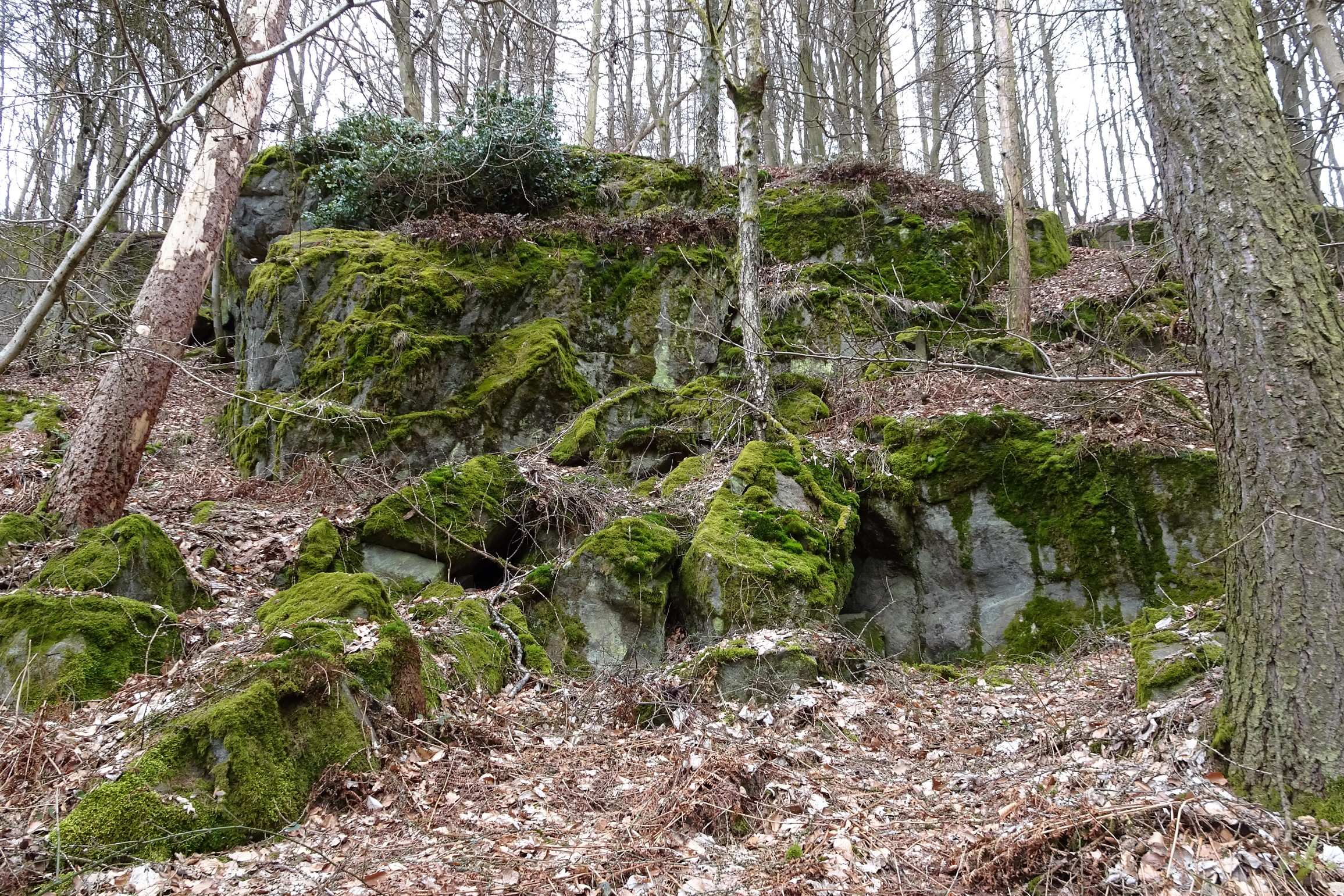
Moosbewachsene Felsen der Magnetsteine (2018)
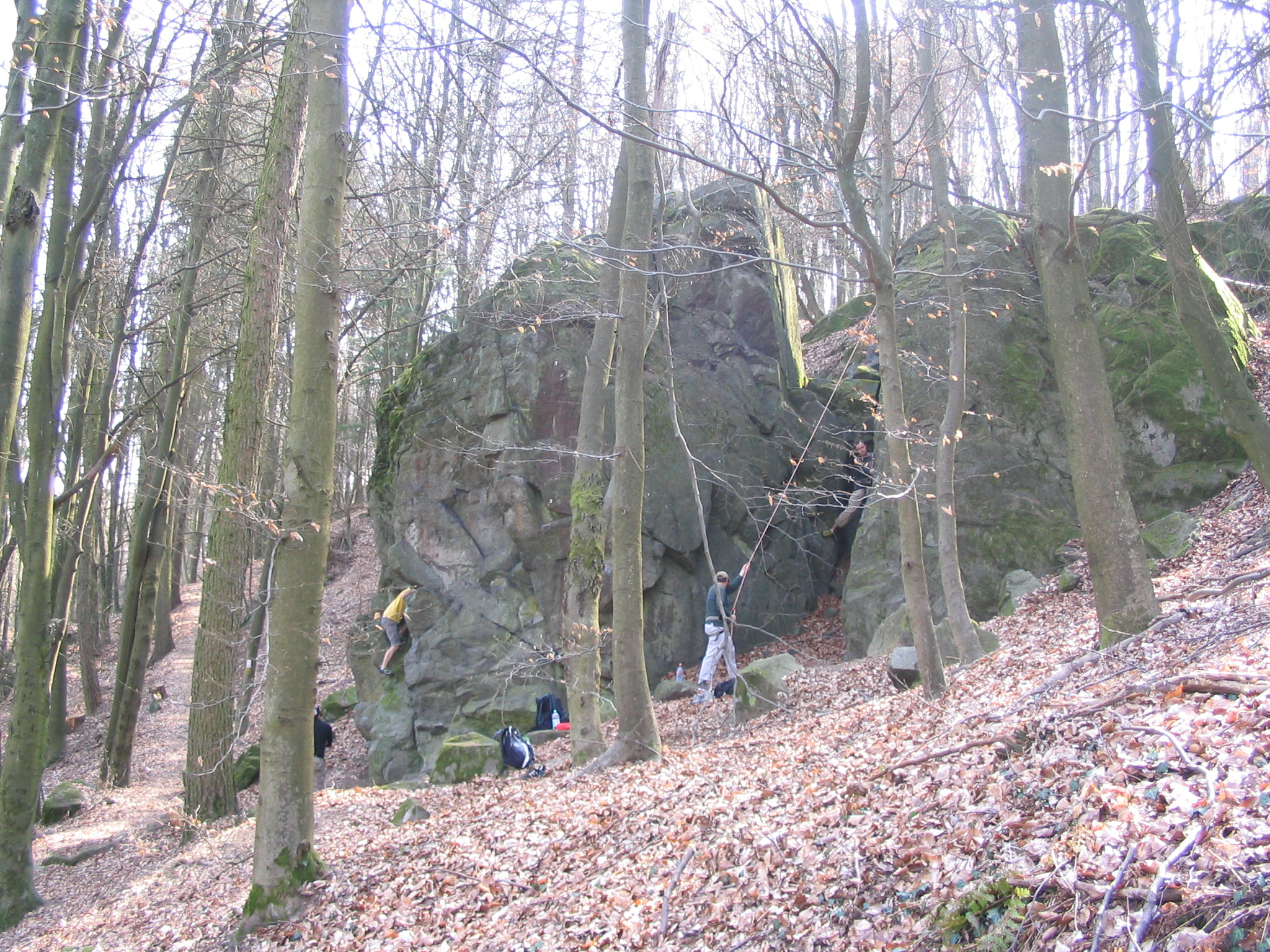
Kletterer am Brohmfels (2012)